# Appleton (Minnesota)
Appleton ist eine Kleinstadt (mit dem Status „City“) im Swift County im US-amerikanischen Bundesstaat Minnesota. Das U.S. Census Bureau hat bei der Volkszählung 2020 eine Einwohnerzahl von 1.392 ermittelt.

## Geografie
Appleton liegt im Westen Minnesotas am Pomme de Terre River, kurz von dessen Mündung in den Minnesota River. Das Stadtgebiet erstreckt sich über eine Fläche von 5,28 km².
Benachbarte Orte von Appleton sind Holloway (11,9 km nordöstlich), Milan (13,7 km südöstlich), Louisburg (16,9 km westsüdwestlich) und Corell (12,9 km westnordwestlich).
Die nächstgelegenen größeren Städte sind Minneapolis (234 km östlich), Minnesotas Hauptstadt Saint Paul (253 km in der gleichen Richtung), Rochester (368 km südöstlich), Sioux Falls in South Dakota (224 km südsüdwestlich) und Fargo in North Dakota (216 km nordnordwestlich).

## Verkehr
In Appleton treffen der U.S. Highway 59 sowie die Minnesota State Routes 7 und 119 zusammen. Alle weiteren Straßen sind untergeordnete Landstraßen, teils unbefestigte Fahrwege oder innerstädtische Verbindungsstraßen.
Im Stadtgebiet von Appleton kreuzen zwei Eisenbahnstrecken der BNSF Railway.
Der Appleton Municipal Airport befindet sich 4,4 km nordöstlich des Stadtzentrums von Appleton. Der nächste Großflughafen ist der Minneapolis-Saint Paul International Airport (252 km östlich).

## Geschichte
Die ersten weißen Siedler der Gegend war die Familie Phelps, die sich am Ufer des Pomme de Terre River niederließ. Weitere Siedler kamen hinzu, zu denen auch die Brüder Lanthop gehörten, die eine wassergetriebene Getreidemühle errichteten. Die daraus hervorgegangene W.J. Jennison Flour Mill|W.J. Jennison Flour Mill war bis in die 1960er Jahre in Betrieb.
Als durch den Zustrom weiterer Siedler aus dem Osten der USA, Deutschland und Skandinavien die Bevölkerung angestiegen war, wurde beschlossen, eine Township mit dem Namen Phelps einzurichten. Aufgrund einer Intervention von Phelps wurde der Name in Appleton geändert, dem Namen der Heimatstadt von Phelps. Am 4. September 1872 wurde die Township offiziell eingerichtet. 1880 wurde der Ort inkorporiert und als Village of Appleton aus der Township herausgelöst.
In dem Maße wie die Stadt weiter wuchs, wurden Schulen und Kirchen angelegt. Nachdem zu Beginn noch eine Schule mit einem Klassenraum genügte, wurde 1880 ein größeres Schulgebäude errichtet. Im Jahr 1904 wurde aus Backsteinen ein größeres Gebäude für die älteren Jahrgänge errichtet. 1916 wurde das alte Schulgebäude von 1880 abgerissen und eine neue High School errichtet, die 1952 erweitert wurde. Die Schule blieb bis 1992 in Betrieb, bis sie mit zwei weiteren Schulen zur Lac qui Parle Valley High School zusammengeschlossen wurde.
Die Prairie Correctional Facility, eine von der privaten Corrections Corporation of America betriebene Haftanstalt mit einer Kapazität von 1600 Häftlingen, wurde 1996 eröffnet. Im Jahr 2010 wurden die Häftlinge auf andere Haftanstalten verteilt und das Gefängnis in Appleton nach mehr als 13 Jahren wieder geschlossen. Dadurch sank die Bevölkerungszahl der Stadt in beträchtlichem Maße.

## Demografische Daten
Nach der Volkszählung im Jahr 2010 lebten in Appleton 1412 Menschen in 677 Haushalten. Die Bevölkerungsdichte betrug 267,4 Einwohner pro Quadratkilometer. In den 677 Haushalten lebten statistisch je 2,0 Personen.
Ethnisch betrachtet setzte sich die Bevölkerung zusammen aus 92,8 Prozent Weißen, 1,3 Prozent Afroamerikanern, 1,1 Prozent amerikanischen Ureinwohnern, 0,5 Prozent Asiaten, 0,1 Prozent (eine Person) Polynesiern sowie 2,3 Prozent aus anderen ethnischen Gruppen; 1,8 Prozent stammten von zwei oder mehr Ethnien ab. Unabhängig von der ethnischen Zugehörigkeit waren 4,2 Prozent der Bevölkerung spanischer oder lateinamerikanischer Abstammung.
20,0 Prozent der Bevölkerung waren unter 18 Jahre alt, 52,5 Prozent waren zwischen 18 und 64 und 27,5 Prozent waren 65 Jahre oder älter. 53,4 Prozent der Bevölkerung war weiblich.
Das mittlere jährliche Einkommen eines Haushalts lag bei 33.233 USD. Das Pro-Kopf-Einkommen betrug 15.367 USD. 11,5 Prozent der Einwohner lebten unterhalb der Armutsgrenze.

## Bekannte Bewohner
- Elmer Austin Benson (1895–1985) – US-Senator der Farmer-Labor Party of Minnesota (1935–1936) und 24. Gouverneur von Minnesota (1937–1939), geboren in Appleton, wo er auch lebte[10] und nach seinem Tod beigesetzt wurde[11]
- Clinton Sundberg (1903–1987), Schauspieler, in Appleton geboren
- Brad Rheingans (* 1953) – Ringer und Wrestler, geboren in Appleton>[12]